# Timofei Wladimirowitsch Sapronow

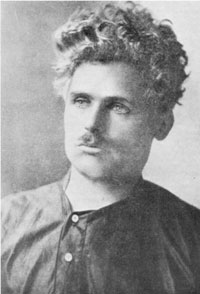
Sapronow im Jahr 1914

Timofei Wladimirowitsch Sapronow (russisch Тимофей Владимирович Сапронов Timofej Vladimirovič Sapronov; * 1887 in Mostauschka, Kreis Jefremow, Gouvernement Tula (heute Kamenski Rajon, Oblast Tula); † 28. September 1937 in Moskau) war der Leiter der Gruppe „Demokratische Zentralisten“ in der frühen Phase der Sowjetunion, die in Opposition zum Stalinismus stand. Er schloss sich schon früh, im Alter von 25 Jahren, den Kommunisten an und wurde bis 1917 einer der führenden Vertreter der Bolschewiki.
Sapronow gehörte dem Allrussischen Zentralen Exekutivkomitee an und war dort Präsidiumsmitglied und fungierte als dessen Sekretär.
Mit Aufkeimen des Stalinismus schloss sich Sapronow der Linken Opposition an. 1927 wurde er schließlich aufgrund seiner oppositionellen Tätigkeiten aus der Partei ausgeschlossen, verhaftet und schließlich verbannt, 1929 und 1935 erfolgten erneute Verhaftungen.
Die Gruppe der Demokratischen Zentralisten verteidigte vor allem die demokratischen Grundzüge von Lenins Idee des Demokratischen Zentralismus.
Im September 1937 fiel Sapronow den Stalinschen Säuberungen zum Opfer. Am 28. März 1990 wurde er rehabilitiert.